# Forever Slave
Forever Slave – hiszpański zespół gothic metalowy. Został założony w roku 2000 przez Servalath (Sergio) i Lady Angellyca. Niedługo potem do zespołu dołączyli Leal (instrumenty klawiszowe, wokal), Ignacio (skrzypce), Oswalth (gitara elektryczna), Michael (gitara basowa), Edward (perkusja). Jeszcze w tym samym roku ukazało się demo Hate, rok później Schwarzer Engel. W grudniu 2003 roku Forever Slave nagrywa Ressurection.

## Dyskografia
- Hate (2000, demo, wydanie własne)
- Schwarzer Engel (2001, demo, wydanie własne)
- Resurrection (2004, demo, wydanie własne)
- Alice's Inferno (2005, Armageddon Music)
- Tales For Bad Girls (2008, Armageddon Music)